# جيمس مكينتوش (مجدف)
جيمس مكينتوش (بالإنجليزية: James McIntosh) هو مجدف أمريكي، ولد في 9 أغسطس 1930 في ديترويت في الولايات المتحدة، وتوفي في 24 فبراير 2018.

## وصلات خارجية
- جيمس مكينتوش على موقع الاتحاد الدولي للتجديف (الإنجليزية)
- جيمس مكينتوش على موقع اللجنة الأولمبية الدولية (الإنجليزية)
- جيمس مكينتوش على موقع أوليمبيديا (الإنجليزية)